# Hipnotiziran (EP)
Hipnotiziran maksi singl je hrvatskog skladatelja, tekstopisca i glazbenika Dina Dvornika, koji izlazi 2008. g.
Ovaj maksi singl izdan je kao najava za nadolazeći album Pandorina kutija, a sadrži skladbu koja je veliki hit, "Hipnotiziran". Maksi singl objavljuje diskografska kuća Dancing Bear, sadrži tri skladbe kojih je producent Dino Dvornik i Srđan Sekulović.
Dino Dvornik 2009. za ovu skladbu dobiva prestižnu hrvatsku diskografsku nagradu, Porin, u kategoriji najbolji video broj i Zlatnu Kooglu za pjesmu godine. Za ovu skladbu bio je nominiran u kategorijama, najbolji aranžman, najbolja vokalna suradnja te pjesma godine.

## Popis pjesama
1. "Hipnotiziran" (Radio Edit) - 3:48
  - Srđan Sekulović - Srđan Sekulović
2. "Hipnotiziran" (Granulated Soul Remix By Sinteks) - 4:18
  - Remix – Sinteks
3. "Hipnotiziran" (Rene aka Maker & Jan Peters Remix) - 5:58
  - Remix – Jan Peters, Rene aka Maker

## Vanjske poveznice
- discogs.com - Dino Dvornik - Hipnotiziran